# Ратхауз, Кароль
Кароль Ратхауз (собственно Карл Леонхард Бруно Ратхаус, нем. Karl Leonhard Bruno Rathaus; 16 сентября 1895, Тарнополь, Австро-Венгрия (ныне Украина) — 21 ноября 1954, Нью-Йорк) — германский композитор австрийского происхождения.

## Биография
Сын польки и австрийского еврея, работавшего в Тернополе ветеринарным врачом. Начал сочинять музыку в семилетнем возрасте. В 1913 году поступил в Венскую академию музыки в класс композиции Франца Шрекера, однако с началом Первой мировой войны был призван на военную службу и смог возобновить обучение лишь в 1919 году. В 1920 году вместе со своим учителем Шрекером перебрался в Берлин, чтобы продолжать образование под его руководством в Берлинской высшей школе музыки, однако ввиду невозможности найти заработок в Берлине на протяжении шести лет по-прежнему проводил большую часть времени в Вене, где начал приобретать известность как автор фортепианных пьес и одновременно окончил исторический факультет Венского университета. Репутацию Ратхауса-композитора упрочили его первая и вторая симфонии, впервые исполненные соответственно в 1924 г. в Дармштадте (дирижёр Йозеф Розеншток) и в 1926 г. во Франкфурте-на-Майне (дирижёр Герман Шерхен). Наибольшим успехом стала премьера балета Ратхауса «Последний Пьеро» (нем. Der letzte Pierrot; 1927) в Берлинской государственной опере; опера «Чужая земля» (нем. Fremde Erde), поставленная там же три года спустя, напротив, потерпела неудачу. С 1928 г. Ратхауз много сотрудничал как театральный композитор с режиссёром Максом Райнхардтом, а в 1931 г. дебютировал как кинокомпозитор музыкой к фильму Фёдора Оцепа «Убийца Дмитрий Карамазов» (по роману «Братья Карамазовы»).
В 1932 г. эмигрировал из Германии, на протяжении двух лет жил и работал в Париже (продолжая сотрудничать с также перебравшимся сюда Оцепом), затем в 1934—1938 гг. в Лондоне, где среди прочего написал музыку для спектакля «Уриэль Акоста» (пьеса Карла Гуцкова), поставленного театром «Габима» для британских гастролей и частично снятого на плёнку компанией BBC, и балет «Влюблённый лев» (фр. Le Lion Amoureux) для гастролей Русского балета Монте-Карло на сцене театра Ковент-Гарден (постановка Давида Лишина). В 1938 г. перебрался в США, где и провёл последние 16 лет жизни, оформив перед этим польское гражданство для облегчения иммиграции. В 1938 г. написал музыку для бродвейской постановки «Ирод и Мариамна» (англ. Herodes and Mariamne, театр Кэтрин Корнелл). С 1940 г. преподавал в Куинс-колледже Городского университета Нью-Йорка. Продолжал заниматься композицией, написав, в частности, Третью симфонию (1943), симфоническую поэму «Драматическое видение» (фр. Vision Dramatique; 1945, по заказу Димитриса Митропулоса), увертюру «Бухта Солсбери» (англ. Salisbury Cove; 1949, к 70-летию Сент-Луисского симфонического оркестра), однако, как считается, полагал свою композиторскую карьеру загубленной нацистским переворотом и войной и уделял наибольшее внимание преподавательской деятельности. В 1953 г. по заказу Метрополитен-опера выполнил редакцию оригинальной оркестровки оперы Модеста Мусоргского «Борис Годунов».
Пианист и музыковед Дональд Пироне, учившийся и преподававший в том же Куинс-колледже, защитил в 1984 году диссертацию, посвящённую Ратхаузу, а впоследствии записал его фортепианный концерт. Однако более основательное возрождение интереса к музыке Ратхауза относится уже к концу 1990-х гг., когда Лондонский симфонический оркестр, Немецкий симфонический оркестр Берлина и Симфонический оркестр Словацкого радио выпустили по диску с его произведениями; в 2000 г. немецкий музыковед Мартин Шюсслер выпустил книгу о Ратхаузе.

## Семья
Брат, Рудольф Ратхауз (1900—1968) — польский дипломат, в 1923—1936 гг. сотрудник министерства иностранных дел (в том числе работал в польских консульствах в Лейпциге, Праге, Чикаго и Монровии), затем на службе в министерстве промышленности и торговли, после 1939 г. в США, основал в Бостоне радиостанцию, вещавшую на Польшу.